# Anton Anderberg
Anton August Anderberg, född 2 augusti 1882 i Malmö, död 9 januari 1973, var en svensk grafiker och tecknare.
Han var son till bagaren Lars Anderberg och Fredrika Dahlström. Anderberg studerade dekorationsmåleri vid Tekniska skolan i Malmö 1896-1901. Han studerade därefter vid ett antal privata målarskolor i Stockholm. Där lärde han sig bland annat krokiteckning och kopieringsteckning. Han anlitades under Stockholmstiden som tecknare för några tidningar och kopieringstecknare vid Nationalmuseum. Han reste till Köpenhamn 1910 för att studera grafiska förfaranden och företog därefter studieresor till Tyskland, Schweiz och Italien. Han medverkade med 22 etsningar vid Baltiska utställningen i Malmö 1914. Separat ställde han ut i Stockholm ett flertal gånger. Hans konst består av figurer och landskap i olja samt djurstudier i form av etsningar.